# Salinas de Sin
Salinas o Salinas de Sin o de Bielsa es una localidad española dividida entre el municipio de Tella-Sin y el municipio de Bielsa, en la comarca del Sobrarbe, provincia de Huesca, Aragón.

## Geografía
Se encuentra a las orillas del Cinca, en su confluencia con el Cinqueta. Es la puerta de acceso a los valles del alto valle del Cinca, el valle de Pineta y el valle de Chistau; al parque nacional de Ordesa y Monte Perdido y al parque natural Posets-Maladeta. Salinas se encuentra por carretera a 18 km de Tella.
El pueblo pertenece a dos municipios, Bielsa y Tella-Sin, siendo la frontera marcada por el Puente de Piedra, sito sobre el río Cinca.

## Historia
La primera referencia histórica aparece en los Papeles de Sigena (1227), siendo durante siglos el principal referente de la zona debido a su posición estratégica (Cruce los ríos Cinca y Cinqueta). Los principales servicios de la zona (Escuela, Ayuntamiento, Guardia Civil...) estuvieron en el poblado hasta la Guerra Civil.
Fue destruido durante la Guerra Civil, sólo sobreviviendo Casa Belsierre (Más tarde dividida entre Casa Belsierre y Casa del Acogido) y siendo reconstruidos varios edificios (Casa Lanzón, Casa Cristóbal, Casa Borja...) en los años de la posguerra.

## Lugares de interés

### Ermita de San Marcial
Ermita románica original del siglo xi. Se encuentra dentro de un caserío conocido por el nombre de San Marcial. Edificio de única nave y con ábside, la entrada se abre hacia los pies del muro sur. La ermita fue reconstruida, durante su reconstrucción se perdieron muchas características originales.

## Geografía humana

### Demografía
| Gráfica de evolución demográfica de Sin y Salinas entre 1857 y 1960 |
| |
| Población de derecho según los censos de población del INE Población de hecho según los censos de población del INEEn estos censos se denominaba Sin: 1857, 1860, 1877 y 1887 Entre el censo de 1970 y el anterior, este municipio desaparece porque se agrupa en el municipio 22227 (Tella Sin) |

| Gráfica de evolución de Salinas de Sin entre 2000 y 2020          |
|                                                                   |
| Datos obtenidos por la Población de derecho del INE. Dato actual. |

## Rutas
Las siguientes rutas de senderismo pasan por la localidad:
- GR-19